# Gamestudio (computerspel)
Gamestudio is een programmeerspel ontwikkeld en uitgegeven door Nintendo voor de Switch. Het is uitgebracht op 11 juni 2021.

## Beschrijving
In Gamestudio gebruikt de speler een visuele programmeertaal die draait rond het idee van wezens genaamd Nodon. De Nodon stellen verschillende onderdelen in een programmeertaal voor, zoals invoer, speluitvoer en spellogica. Zo kan een "Stick"-Nodon de invoer van de Joy-Con analoge joystick rapporteren of een "Person"-Nodon die een personage op het scherm vertegenwoordigt. De speler bouwt een programma door Nodon toe te voegen en verbindingen te maken tussen de verschillende knooppunten op Nodons, zoals het verbinden van de Stick Nodon met de Person Nodon om de analoge stick te binden aan de beweging van het personage op het scherm. Nodons zijn beschikbaar om met bijna alle functies van de Switch en Joy-Con te communiceren, inclusief de infraroodsensoren en bewegingsbedieningen. Om de interface van het spel te helpen, zal het spel het gebruik van ondersteunde USB-computermuizen toestaan.
Met Gamestudio kunnen spelers hun eigen games maken via de programmeermodus die ze vervolgens kunnen delen met andere spelers die Gamestudio bezitten via de Nintendo Switch Online-service of lokaal. Het spel zal een lesmodus bevatten om de speler te begeleiden bij het gebruik van de Nodon-taal en om enkele van de principes van spelontwikkeling te begrijpen door middel van een serie van zeven vooraf gebouwde games. Spellen die in studio zijn gebouwd, kunnen maximaal acht verschillende Joy-Cons ondersteunen, waardoor men lokaal met maximaal acht spelers tegelijk kan spelen.